# Missa in Contrapuncto
La Missa in Contrapuncto ou Missa Quadragesimalis (« Messe en contrepoint » ou « Messe pour le premier dimanche de carême (Quadragesima) ») est une messe à 7 voix, vocales et instrumentales, composée par Heinrich Biber dans les années 1670, très probablement avant 1674 et son engagement à la principauté archiépiscopale de Salzbourg. 
Elle porte le numéro C 5 dans le catalogue de ses œuvres établi par le musicologue américain Eric Thomas Chafe.

## Présentation

### Structure
La Missa in Contrapuncto, en ré mineur, suit l'Ordinaire de la messe catholique. Elle comprend donc cinq mouvements :
1. Kyrie —
2. Gloria —
3. Credo —
4. Sanctus —
5. Agnus Dei —

### Instrumentation
- voix (solistes ou chœurs) : soprano, alto, ténor et basse
- violon, 2 violes, viole de gambe
- Orgues ou basse continue chiffrée[3]

### Édition moderne
- (de) Dr. Werner Jaksch, Missa in Contrapuncto à 4 ó 7, Schriesheim, 2011, 51 p.

### Ouvrages spécialisés
- (en) Eric Thomas Chafe, The Church Music of Heinrich Biber, Ann Arbor, UMI Research Press, coll. « Studies in musicology » (no 95), 1987, 305 p. (ISBN 0835717704, OCLC 15053153)